# Byblis (botanica)
Byblis Salisb., 1808 è un genere di piante angiosperme appartenente all'ordine Lamiales.  È l'unico genere della famiglia Byblidaceae Domin, 1922.

## Etimologia
Il nome del genere deriva dal personaggio mitologico Biblide, figlia di Mileto, ed è stato definito per la prima volta dal botanico inglese Richard Anthony Salisbury (Leeds, 2 maggio 1761 – Londra, 23 marzo 1829) nella pubblicazione "Paradisus Londinensis: or Coloured Figures of Plants Cultivated in the vicinity of the Metropolis. London - t. 95" del 1808. Il nome scientifico della famiglia (Byblidaceae) è stato definito per la prima volta dal botanico e politico ceco Karel Domin (Kutná Hora, 1882 – Praga, 1953) nella pubblicazione "Acta Botanica Bohemica. Prague - 1: 3." del 1922.

## Descrizione

### Portamento
Il genere comprende specie arbustive sempreverdi con crescita secondaria oppure erbe a ciclo biologico annuale. Le specie perenni sono carnivore di tipo "trappola adesiva" (il meccanismo di intrappolamento si basa sulle proprietà collose di una mucillagine secreta da apposite ghiandole presenti nelle foglie).

### Radici
Le radici sono o dei rizomi legnosi e fibrosi oppure un apparato radicale tipicamente erbaceo-effimero.

### Foglie

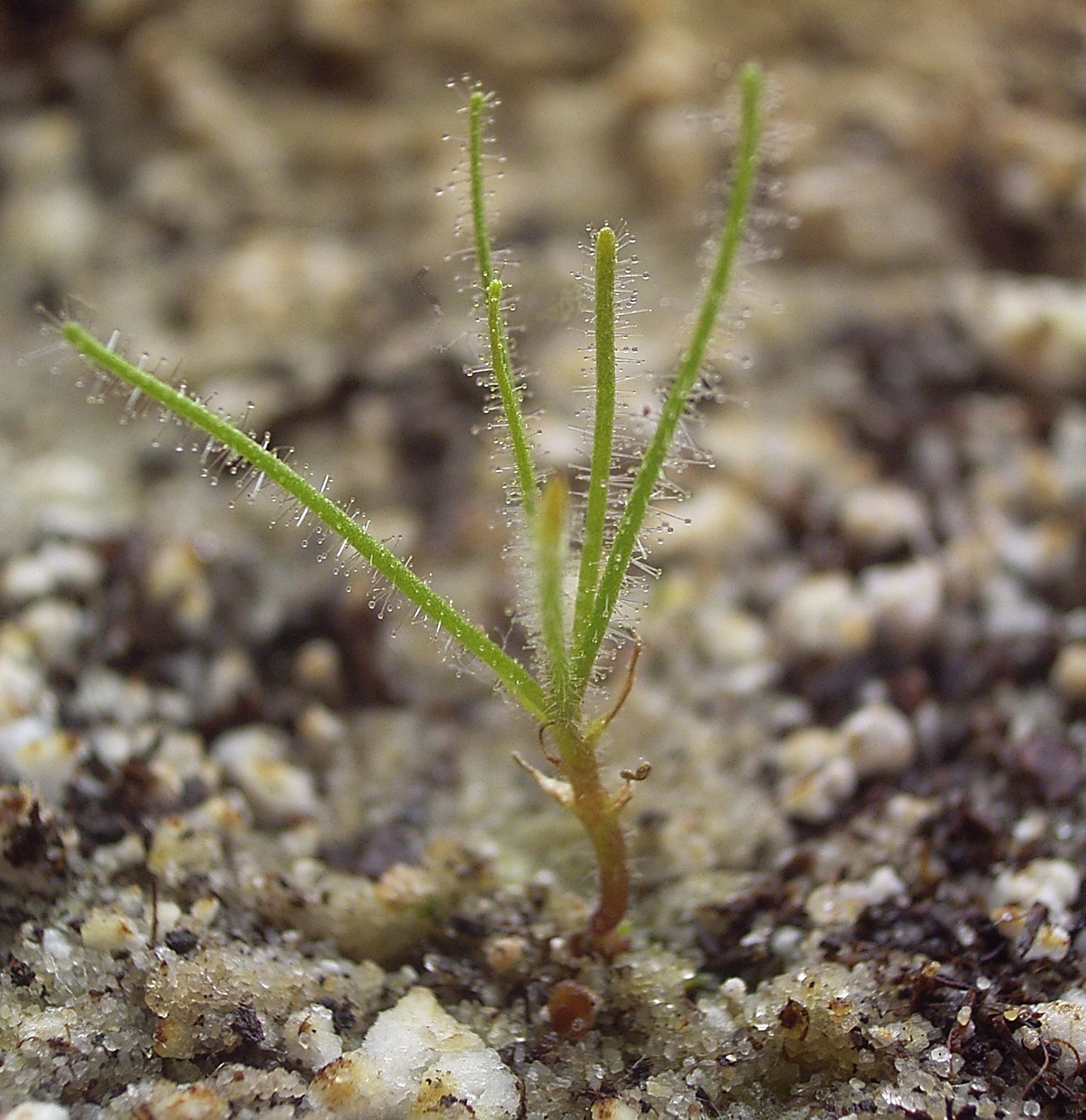
Le foglie
Byblis lamellata

Le foglie lungo il fusto sono disposte in modo alternato/spirale, sono prive di stipole con forme da subulate a lineari con venature parallele.

### Infiorescenze
Le infiorescenze sono formate da fiori solitari posizionati su spoglie ascelle; i pedicelli sono lunghi.

### Fiori

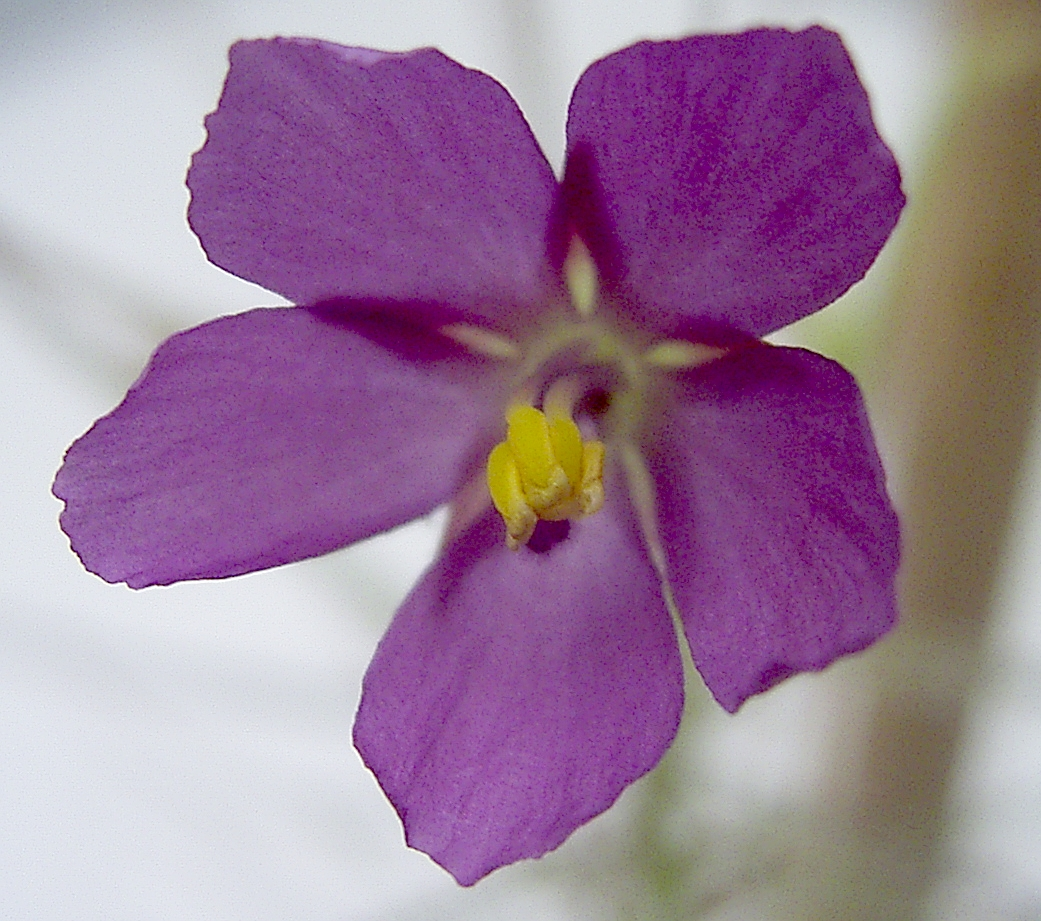
Il fiore
Byblis aquatica

I fiori sono ermafroditi, actinomorfi (polisimmetrici) e tetraciclici (ossia formati da 4 verticilli: calice– corolla – androceo – gineceo) e più o meno pentameri (ogni verticillo ha 5 elementi). In genere i fiori di questo genere sono mediamente grandi e appariscenti.
- Formula fiorale:

* K (5), [C (5), A (5)], G (2), supero, capsula

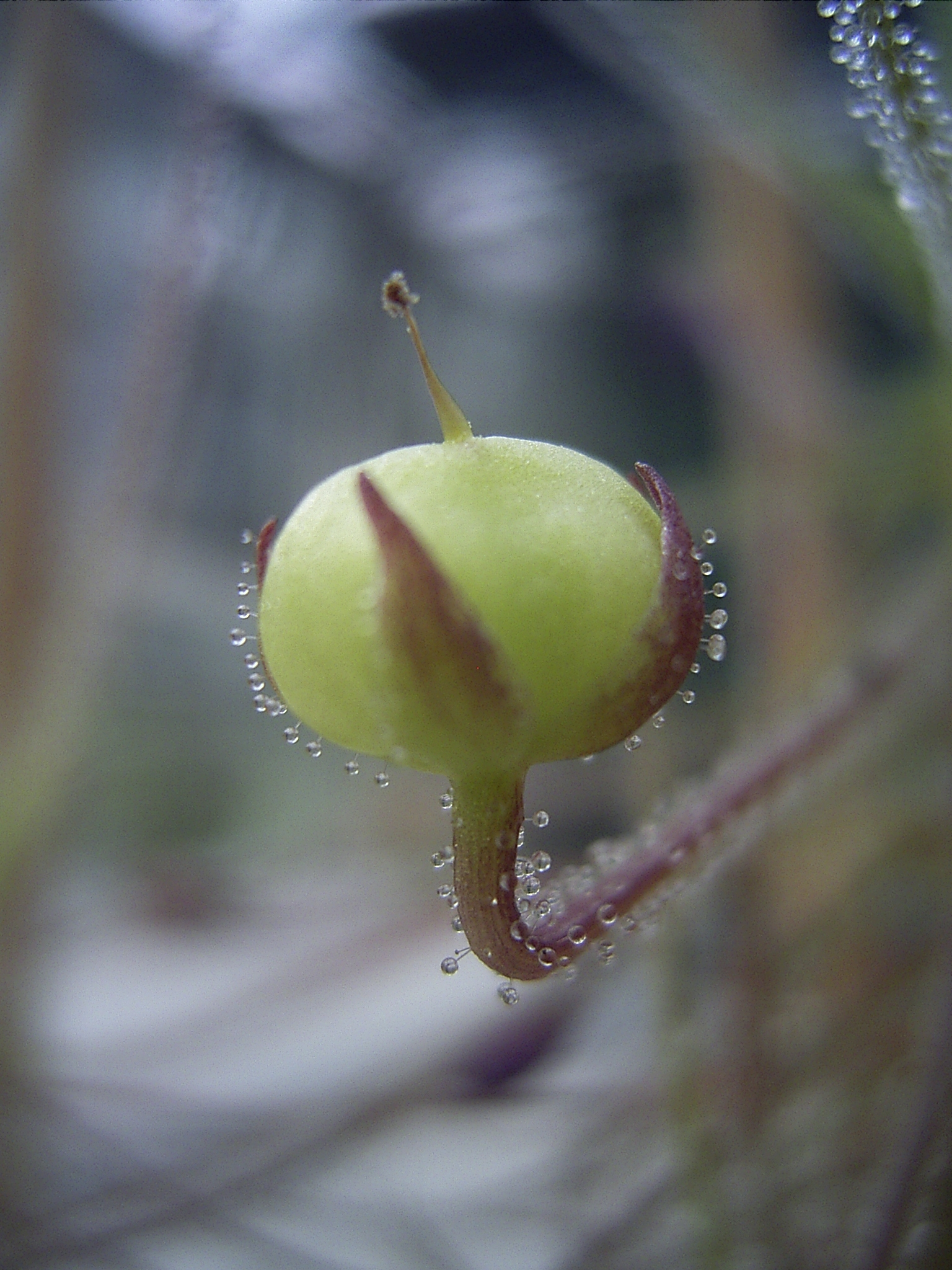
Il frutto
Byblis aquatica

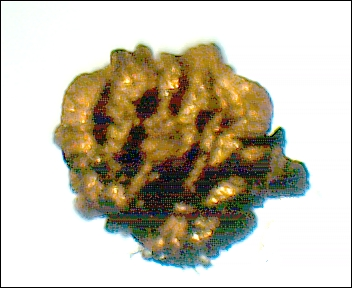
I semi
Byblis gigantea

- Il calice, gamosepalo, è ben sviluppato con 5 sepali connati solamente alla base e embricati. Questo organo è persistente.

- La corolla, formata da 5 petali con margini fimbriati (o crenati o dentati), anche se connata alla base (gamopetala) appare libera. Questo organo è ruotato (resupinato). I colori sono da rosso ciliegia a lilla pallido, raramente bianco; le parti inferiori sono colorate di lilla pallido, bianco o giallo. I petali in bocciolo sono embricati.

- L'androceo, più o meno monosimmetrico, è formato da 5 stami disposti in modo opposto ai sepali; l'inserzione è alla base del tubo corollino (stami adnati ai petali); i filamenti sono liberi e contorti (incurvati verso il gineceo). Le antere sono basifisse con due teche e 4 sporangi, sono inoltre introrse; la deiscenza avviene per brevi fessure apicali o pori.

- Il gineceo ha un ovario supero biloculare, formato da due carpelli uniti (bicarpellare) con placentazione assile. Lo stilo è lungo e terminale, filiforme con lo stigma minutamente capitato o bilobato; è provvisto di papille e inoltre è ruotato in direzione delle antere. Gli ovuli sono numerosi di tipo anatropo con un solo tegumento e sono tenuinucellati (con la nocella, stadio primordiale dell'ovulo, ridotta a poche cellule).[8]

### Frutti
I frutti sono delle capsule loculicide (con due valve di deiscenza) con superficie liscia e consistenza cartilaginea. I semi sono piccoli, angolosi, neri e rugosi con prominenti crespe longitudinali (e anche trasversali); l'endosperma (amidaceo) è copioso e duro; gli embrioni sono piccoli e lineari.

## Biologia

### Carnivorosità
La superficie delle foglie è adesiva (densamente ricoperta di ghiandole) per la cattura di insetti. Le ghiandole più grandi hanno una testa formata da un singolo strato di cellule disposte radialmente e sembrano piccoli ombrelloni (struttura tipica delle ghiandole delle Lamiales). Sono presenti anche ghiandole più piccole sessili. Il meccanismo di intrappolamento si basa sulle proprietà collose di una mucillagine secreta da queste ghiandole (terpenoidi ed enzimi digestivi, atte a catturare le prede e digerirle assorbendone i liquidi nutritivi). A differenza del comportamento delle foglie di un altro genere (Drosera) che si chiudono rapidamente per intrappolare più efficacemente l'insetto, nel genere di questa voce la cattura è passiva (le foglie non presentano nessun movimento).

### Riproduzione
Le specie di questo raggruppamento si riproducono per impollinazione tramite insetti come mosche e api (impollinazione entomogama). Il tipo di impollinazione per queste piante è chiamato "buzz" in quanto gli insetti facendo vibrare le loro ali fanno in modo che il polline si attacchi ai loro peli per poi trasportarlo su un altro fiore.
La dispersione dei semi avviene inizialmente a causa del vento (dispersione anemocora); una volta caduti a terra sono dispersi soprattutto da insetti tipo formiche (mirmecoria).

## Distribuzione e habitat

Areale del genere

Le specie di questo genere sono distribuite in Australia e nella Nuova Guinea (una sola specie). Crescono soprattutto nelle aree con abbondanti piogge come le savane aperte o le brughiere.

## Età
Nel Sud Australia è stato trovato un singolo seme, probabilmente assegnato a questa famiglia, datato al Medio Eocene (circa 40 milioni di anni fa).

## Tassonomia
Questo genere è descritto all'interno dell'ordine delle Lamiales e appartiene alla famiglia Byblidaceae (di cui è l'unico genere).

### Filogenesi
Le Byblidaceae tradizionalmente sono associate alla famiglia Droseraceae  (Sistema Cronquist) e più in generale all'ordine Cornales e altre Rosidae (sottoclasse Rosidae). Ma recenti studi di tipo filogenetico sulle sequenze molecolari del gene del cloroplasto e dei ribosomi hanno dimostrato delle affinità con le famiglie delle Asteridae e in particolare con la famiglia Linderniaceae dell'ordine Lamiales di cui è "gruppo fratello".

### Specie
Il genere Byblis comprende le seguenti specie:
- Byblis aquatica Lowrie & Conran
- Byblis filifolia Planch.
- Byblis gigantea Lindl.
- Byblis guehoi Lowrie & Conran
- Byblis lamellata Lowrie & Conran
- Byblis liniflora Salisb.
- Byblis pilbarana Lowrie & Conran
- Byblis rorida Lowrie & Conran

### Suddivisione del genere
Alcuni autori hanno proposto di dividere il genere in due gruppi: specie perenni e specie annuali.
- Byblis liniflora complex: comprende le quattro specie a ciclo biologico annuale B. liniflora, B. rorida, B. filifolia e B. aquatica; raggiungono altezze da 15 a 50 cm con foglie lunghe 4 – 15 cm; il numero diploide è 2n=16 (la specie B. liniflora è tetraploide con 2n=32).
- Byblis gigantea complex: comprende le due specie a ciclo biologico perenne B. lamellata e  B. gigantea; raggiungono altezze superiori da 45 a 70 cm con foglie lunghe 20 cm; il numero diploide di entrambe le specie è 2n = 18.

### Chiave analitica dicotomica
Per meglio comprendere ed individuare le varie specie del genere l'elenco seguente utilizza in parte il sistema delle chiavi dicotomiche analitiche (vengono cioè indicate solamente quelle caratteristiche utili a distingue una specie dall'altra).
- Gruppo 1A: il ciclo biologico delle piante è perenne con portamento subarbustivo;
  - Gruppo 2A: i semi sono fortemente corrugati e la superficie è ricoperta da piastre increspate; dopo un incendio le piante ricrescono rapidamente dai rizomi sotterranei;

- Byblis gigantea.

- - Gruppo 2B: i semi sono diritti e la superficie è ricoperta da piastre debolmente costate; dopo un incendio le piante ricrescono sia dai rizomi sotterranei che dagli steli aerei rimasti;

- Byblis lamellata.

- Gruppo 1B: il ciclo biologico è annuale con portamento erbaceo; 
  - Gruppo 3A: le antere sono più brevi dei rispettivi filamenti; 
    - Gruppo 4A: il colore della corolla è viola scuro; i petali sono lunghi 4,5 - 7,8 mm; i canali longitudinali dei semi sono evidenti, mentre quelli trasversali sono assenti o appena visibili;

- Byblis aquatica.

- -     - Gruppo 4B: il colore della corolla è malva; i petali sono lunghi 7 – 10 mm; l'aspetto della superficie dei semi è simile ai nidi d'ape;

- Byblis liniflora.

- - Gruppo 3B: le antere sono lunghe come o di più dei rispettivi filamenti; 
    - Gruppo 5A: i sepali sono glabri o sono presenti solamente dei cuscinetti di peli ghiandolari sugli steli;

- Byblis filifolia.

- -     - Gruppo 5B: i sepali sono ricoperti da cuscinetti di ghiandole sessili e peli ghiandolari sugli steli;

- Byblis rorida.

## Usi e interesse
Queste piante sono studiate soprattutto per la loro caratteristica principale come piante carnivore. Altrimenti sono coltivate come ornamento o per curiosità.